# Sabujo sérvio
A raça sabujo sérvio[Nota] (em sérvio: srpski gonic) é uma raça das mais antigas e comuns da Sérvia. Foi conhecido como sabujo dos Bálcãs até 1996. Mantido quase imutável por 250 anos, é um sabujo farejador que gosta de latir. Apesar do corpo robusto e musculoso, chegando a pesar 25 kg, é um animal de temperamento calmo, cujo adestramento é considerado de dificuldade moderada para donos inexperientes.
O sabujo sérvio faz parte de um grupo de cães farejadores que se espalhou pelos Bálcãs. O primeiro registro do Sabujo dos Bálcãs vem do século XI, quando um homem chamado Frank Lasca descreveu a raça em detalhes, junto com outros Sabujos da época.
O sabujo sérvio tem sido um elemento permanente nos Bálcãs ao longo da história com o primeiro padrão escrito para a raça em 1924; no entanto, foi somente em 1940 que a Federação Cinológica Internacional aceitou o padrão que havia sido aceito em outros lugares. O sabujo dos Bálcãs se espalhou mais amplamente pela Sérvia e, em uma reunião da FCI em 1996, foi decidido mudar oficialmente o nome para sabujo sérvio. 
Hoje, o sabujo sérvio pode ser visto em todo o seu país natal, mas permanece muito raro em outras terras. 
Também chamado de preto e castanho.